# 張擇
張擇（1990年7月4日—），江苏南京人，中国職業男子网球选手。
張擇在南京出生，至今仍在南京生活。16岁加入国家青年队，2013年5月27日获得最高的148位ATP排名，这也是中国大陆球员在ATP世界排名榜上曾到达过的最高排名。

## 外部連結
- 張擇（英文/西班牙文）的官方資料
- 張擇的國際網球總會 職業／青少年 官方資料（英文）
- 張擇的官方資料（英文）